# Landrückentunnel
El Landrückentunnel (en español, túnel de Landbrücken) es un túnel ferroviario en la línea ferroviaria de alta velocidad de Hannover-Würzburg. Con una longitud de 10 779 metros es el túnel más largo de Alemania. El túnel se encuentra en el este Hessen entre las estaciones de Fulda y Würzburg. Entre la entrada del túnel norte del Kalbach (50°24'22"N, 9°39'3"E) y el extremo sur de Mottgers (50°18'35"N, 9°39'47"E) que cruza la cordillera Landrücken que constituye la división de aguas Rhein-Weser que divide las cuencas de los ríos Fulda y Main.
La doble vía del túnel Landrücken fue construido utilizando el Nuevo Método Austriaco de construcción de túneles trabajando desde la boca norte, conocido como "Baulos Nord" y dos accesos laterales ("Baulos Mitte" y "Baulos Süd"). Además, se establecieron tres ejes para la ventilación durante el taladrado del túnel.